# Ompok hypophthalmus
Ompok hypophthalmus es una especie de peces de la familia Siluridae en el orden de los Siluriformes.

## Morfología
• Los machos pueden llegar alcanzar los 30 cm de longitud total.

## Distribución geográfica
Se encuentra en Tailandia y Indonesia, incluyendo el río Mekong.